# Une rivale dans la maison
Une rivale dans la maison (Perfect Child) est un téléfilm américano-canadien réalisé par Terry Ingram, diffusé le 6 août 2007 sur Lifetime.

## Synopsis
La ravissante Sarah nage en plein bonheur : elle vient juste d'épouser Paul, l'homme pour qui elle a eu un coup de foudre. Mais rapidement, l'idylle est gâchée par l'attitude de Lily, la fille de Paul, et par l'hostilité ostensible de Monica, son associée et ancienne maîtresse. Malgré tout, Sarah entend bien profiter pleinement de sa lune de miel et, surtout, de son merveilleux époux. C'est alors qu'une série d'événements étranges survient. Or tout semble accuser Sarah. Désireuse de se disculper et de sauver son mariage, Sarah enquête sur ces incidents. Elle va de découverte en découverte...

## Fiche technique
- Titre original : Perfect Child
- Réalisateur : Terry Ingram
- Scénario : James Taylor Phillips
- Photographie : Anthony C. Metchie
- Musique : Michael Richard Plowman (en)
- Société de production : Ambitious Entertainment, CanWest Global Television Network, Insight Film Studios
- Pays : États-Unis et Canada
- Durée : 96 minutes

## Distribution
- Rebecca Budig : Sarah Daniels
- Lochlyn Munro : Paul Jacobs
- Nicole Muñoz : Lily
- Chelah Horsdal : Jen
- Jody Thompson : Monica
- Alan C. Peterson : Barish
- Rachel Hayward : Docteur Ferrel
- Sarah Hayward : Bertha
- Michael O'Shea : Higgins
- Jillian Fargey : Diane